# Calificările pentru Campionatul Mondial de Fotbal 2018 (CONCACAF) – prima rundă
Această pagină oferă rezumatele din prima rundă al meciurilor CONCACAF pentru Calificările pentru Campionatul Mondial FIFA 2018.

## Echipe participante
Tragerea la sorți pentru prima rundă de calificări a avut loc pe 15 ianuarie 2015, 19:40 (ETZ) (UTC-5) la Hotelul W din Miami Beach, Statele Unite.
14 echipe sunt așezate în două boluri. Bolul 1 conținînd echipele clasate pe locurile 22–28, și Bolul 2 conținînd echipele clasate pe locurile 29–38.
Tragerea la sorți al echipelor este conform Clasamentului FIFA pe națiuni pe luna august 2014 (în paranteze).
| Bol 1 | Bol 2 |
| --- | --- |
| 1. Sfântul Cristofor și Nevis (159) 2. Belize (162) 3. Montserrat (165) 4. Dominica (168) 5. Barbados (169) 6. Insulele Bermude (173) 7. Nicaragua (175) | 1. Insulele Turks și Caicos (181) 2. Curaçao (182) 3. Insulele Virgine Americane (191) 4. Bahamas (193) 5. Insulele Cayman (197) 6. Insulele Virgine Britanice (201) 7. Anguilla (207) |

## Rezultate
| Echipa #1                  | Total   | Echipa #2                  | Tur | Retur |
| -------------------------- | ------- | -------------------------- | --- | ----- |
| Bahamas                    | 0–8     | Insulele Bermude           | 0–5 | 0–3   |
| Insulele Virgine Britanice | 2–3     | Dominica                   | 2–3 | 0–0   |
| Barbados                   | 4–1     | Insulele Virgine Americane | 0–1 | 4–0   |
| Sfântul Cristofor și Nevis | 12–4    | Insulele Turks și Caicos   | 6–2 | 6–2   |
| Nicaragua                  | 8–0     | Anguilla                   | 5–0 | 3–0   |
| Belize                     | 1–1 (a) | Insulele Cayman            | 0–0 | 1–1   |
| Curaçao                    | 4–3     | Montserrat                 | 2–1 | 2–2   |

| Bahamas | 0–5                             | Insulele Bermude                                       |
| ------- | ------------------------------- | ------------------------------------------------------ |
|         | Report (FIFA) Report (CONCACAF) | Leverock 4' Wells 14' (pen.) Lewis 29' Donawa 57', 70' |

| Insulele Bermude           | 3–0                             | Bahamas |
| -------------------------- | ------------------------------- | ------- |
| Wells 79', 87' Burgess 82' | Report (FIFA) Report (CONCACAF) |         |

 Insulele Bermude câștigă la general cu 8–0 și avansează în a doua rundă și va juca cu  Guatemala.
| Insulele Virgine Britanice | 2–3                             | Dominica                               |
| -------------------------- | ------------------------------- | -------------------------------------- |
| E. Moss 41' Johnson 53'    | Report (FIFA) Report (CONCACAF) | Elizee 45' Mit. Joseph 64' Peltier 81' |

| Dominica | 0–0                             | Insulele Virgine Britanice |
| -------- | ------------------------------- | -------------------------- |
|          | Report (FIFA) Report (CONCACAF) |                            |

 Dominica câștigă la general cu 3–2 și avansează în a doua rundă și va juca cu  Canada.
| Barbados | 0–1                             | Insulele Virgine Americane |
| -------- | ------------------------------- | -------------------------- |
|          | Report (FIFA) Report (CONCACAF) | Browne 16'                 |

| Insulele Virgine Americane | 0–4                             | Barbados                                                    |
| -------------------------- | ------------------------------- | ----------------------------------------------------------- |
|                            | Report (FIFA) Report (CONCACAF) | Sargeant 4' Jam. Chandler 25' Harte 76' Jab. Chandler 90+2' |

 Barbados câștigă la general cu 4–1 și avansează în a doua rundă și va juca cu  Aruba.
| Sfântul Cristofor și Nevis                                             | 6–2                             | Insulele Turks și Caicos        |
| ---------------------------------------------------------------------- | ------------------------------- | ------------------------------- |
| Harris 17' T. Leader 43' O. Mitchum 45', 89' Hanley 67' O'Loughlin 85' | Report (FIFA) Report (CONCACAF) | Forbes 22' T. Leader 69' (o.g.) |

| Insulele Turks și Caicos      | 2–6                             | Sfântul Cristofor și Nevis                                    |
| ----------------------------- | ------------------------------- | ------------------------------------------------------------- |
| Calixte 4' (pen.), 14' (pen.) | Report (FIFA) Report (CONCACAF) | J. Leader 7', 30' Panayiotou 33' (pen.), 55', 60' Robbins 73' |

 Sfântul Cristofor și Nevis câștigă la general cu 12–4 și avansează în a doua rundă și va juca cu  El Salvador.
| Nicaragua                                        | 5–0                             | Anguilla |
| ------------------------------------------------ | ------------------------------- | -------- |
| Galeano 12' Copete 24', 39' Barrera 36' Lazo 63' | Report (FIFA) Report (CONCACAF) |          |

| Anguilla | 0–3                             | Nicaragua                    |
| -------- | ------------------------------- | ---------------------------- |
|          | Report (FIFA) Report (CONCACAF) | Leguías 21', 67' Barrera 46' |

 Nicaragua câștigă la general cu 8–0 și avansează în a doua rundă și va juca cu  Surinam.
| Belize | 0–0                             | Insulele Cayman |
| ------ | ------------------------------- | --------------- |
|        | Report (FIFA) Report (CONCACAF) |                 |

| Insulele Cayman | 1–1                             | Belize     |
| --------------- | ------------------------------- | ---------- |
| M. Ebanks 5'    | Report (FIFA) Report (CONCACAF) | Kuylen 20' |

1–1 la general.  Belize câștigă datorită golului marcat în deplasare și avansează în a doua rundă și va juca cu  Republica Dominicană.
| Curaçao                            | 2–1                             | Montserrat |
| ---------------------------------- | ------------------------------- | ---------- |
| Merencia 8' Zschusschen 39' (pen.) | Report (FIFA) Report (CONCACAF) | Taylor 24' |

| Montserrat                   | 2–2                             | Curaçao                 |
| ---------------------------- | ------------------------------- | ----------------------- |
| Willer 65' Woods-Garness 81' | Report (FIFA) Report (CONCACAF) | Lachman 43' Vicento 87' |

 Curaçao câștigă la general cu 4–3 și avansează în a doua rundă și va juca cu  Cuba.

## Marcatori
Sunt 51 de goluri marcate în 12 meciuri, cu medie de 4,25 goluri per joc.
3 goluri
- Nahki Wells
- Harry Panayiotou

2 goluri
- Justin Donawa
- Juan Barrera
- Luis Fernando Copete
- Raúl Leguías
- Josh Leader
- Orlando Mitchum
- Widlin Calixte

1 gol
- Jabarry Chandler
- Jamal Chandler
- Mario Harte
- Raheim Sargeant
- Elroy Kuylen
- Tyrell Burgess
- Dante Leverock
- Zeiko Lewis
- Nahki Wells
- Edward Moss
- Jordan Johnson
- Mark Ebanks
- Darryl Lachman
- Papito Merencia
- Charlton Vicento
- Felitciano Zschusschen
- Glenworth Elizee
- Mitchell Joseph
- Randolph Peltier
- Lyle Taylor
- Jamal Willer
- Bradley Woods-Garness
- Luis Galeano
- Norfran Lazo
- Tishan Hanley
- Atiba Harris
- Thrizen Leader
- Errol O'Loughlin
- Ryan Robbins
- Billy Forbes
- Jamie Browne

1 autogol
- Thrizen Leader (jucând contra Insulelor Turks și Caicos)